# Rally di Gran Bretagna 2017
Il Rally di Gran Bretagna 2017, ufficialmente denominato 73rd Dayinsure Wales Rally GB, è stata la dodicesima prova del campionato del mondo rally 2017 nonché la settantatreesima edizione del Rally di Gran Bretagna e la quarantaquattresima con valenza mondiale. La manifestazione si è svolto dal 26 al 29 ottobre sugli sterrati che attraversano le foreste del Galles centro-settentrionale.

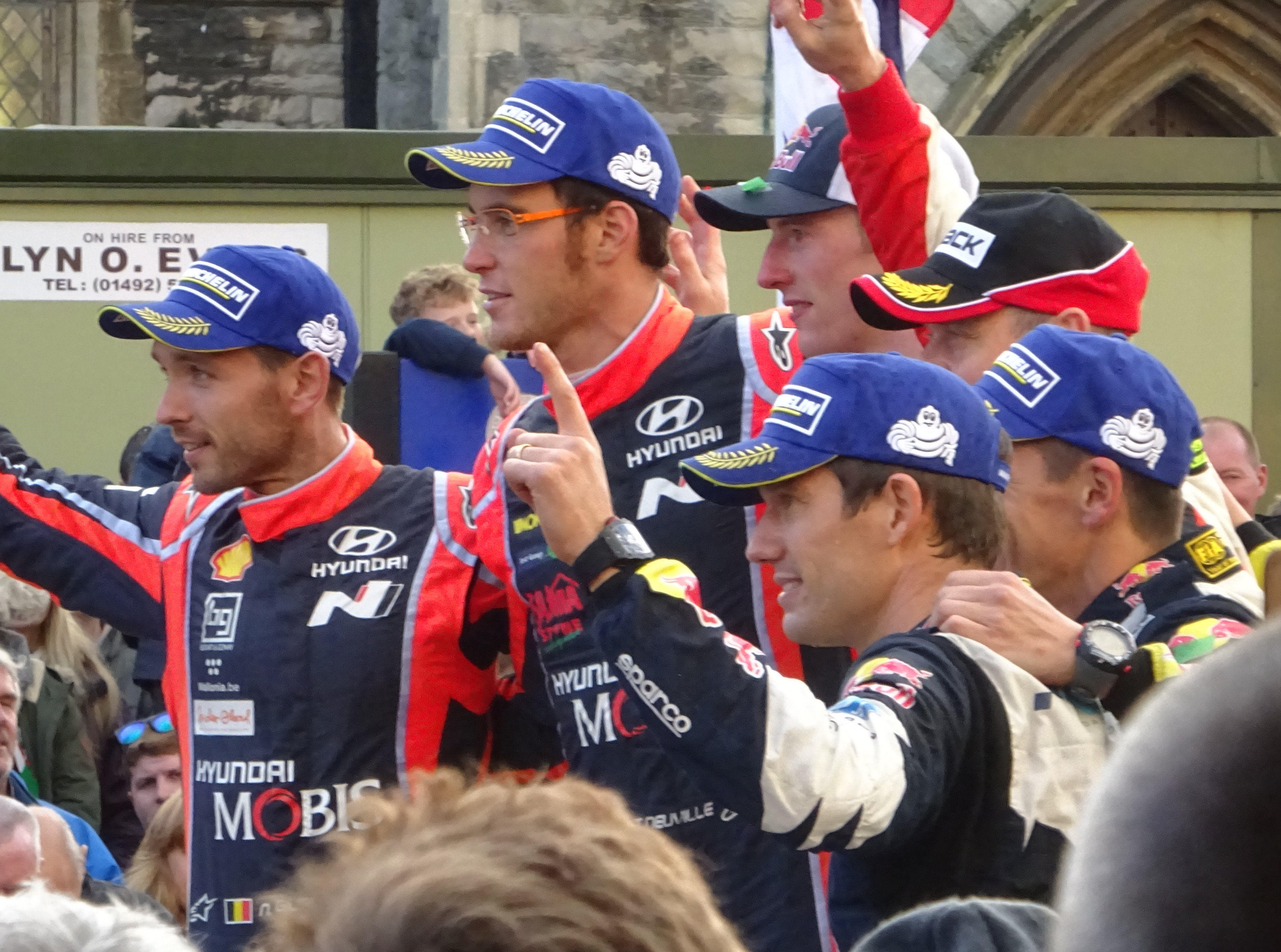
Il podio finale

L'evento è stato vinto dal britannico Elfyn Evans navigato dal connazionale Daniel Barritt, al volante di una Ford Fiesta WRC della scuderia M-Sport World Rally Team, davanti all'equipaggio belga composto da Thierry Neuville e Nicolas Gilsoul su Hyundai i20 Coupe WRC della scuderia ufficiale Hyundai Motorsport e alla coppia francese formata da Sébastien Ogier e Julien Ingrassia, anch'essi su una Fiesta WRC del team M-Sport.
Grazie al terzo posto raggiunto in Galles, Ogier e Ingrassia si laurearono campioni del mondo 2017 con una gara di anticipo e la scuderia M-Sport di Malcolm Wilson conquistò inoltre il titolo costruttori a dieci anni di distanza da quello conquistato nel 2007 quando Wilson era alla guida della squadra ufficiale Ford; il titolo 2017 rappresentò anche il primo alloro marche vinto da una scuderia privata nella storia del mondiale WRC, arrivando davanti a tre costruttori ufficiali.

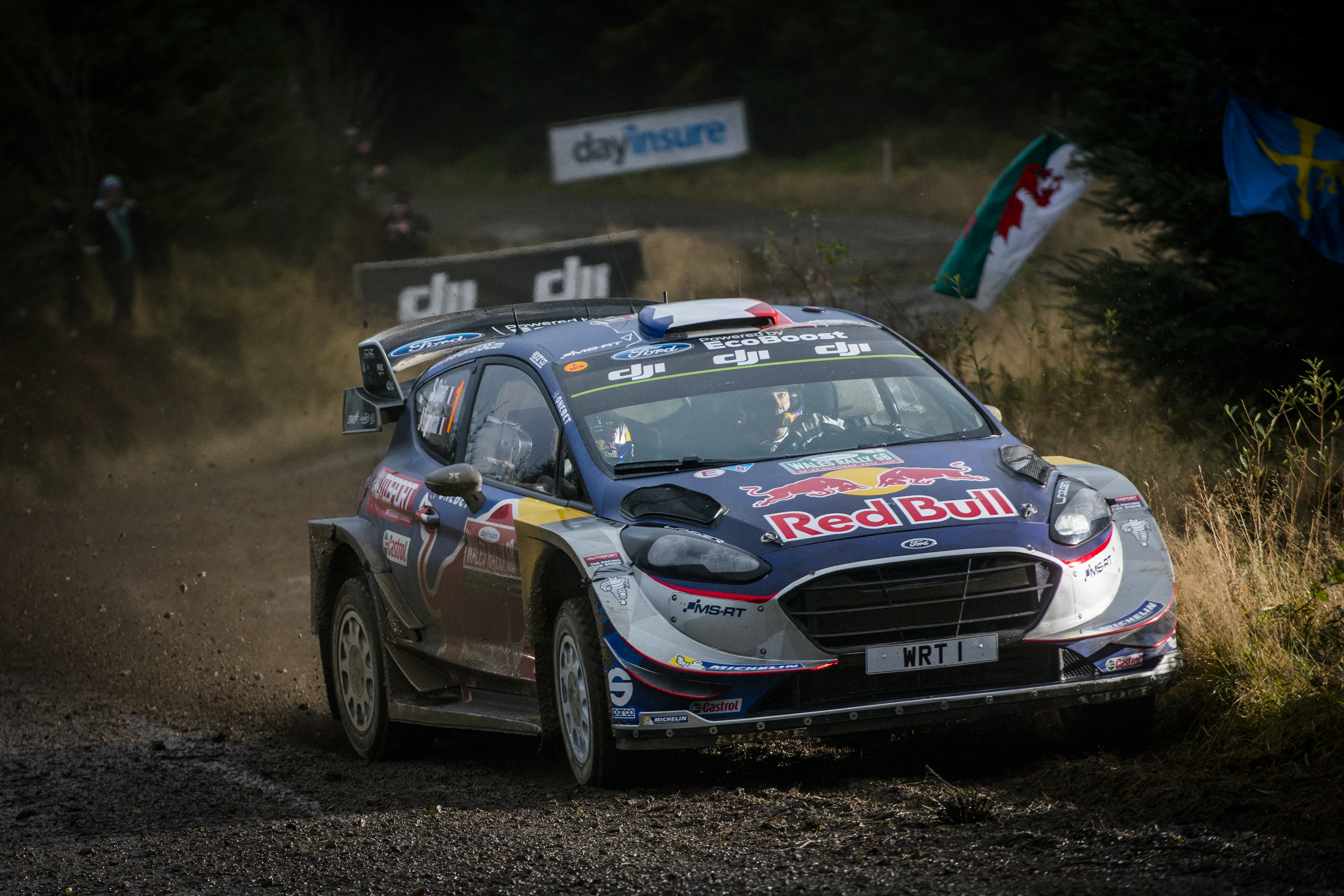
Sébastien Ogier e Julien Ingrassia, laureatisi campioni del mondo con una gara di anticipo insieme alla scuderia M-Sport

## Risultati

### Classifica
| Pos.       | Nº       | Pilota              | Co-pilota          | Auto                  | Squadra                     | Classe      | Tempo     | Distacco | Punti    |
| Generale   | Generale | Generale            | Generale           | Generale              | Generale                    | Generale    | Generale  | Generale | Generale |
| ---------- | -------- | ------------------- | ------------------ | --------------------- | --------------------------- | ----------- | --------- | -------- | -------- |
| 1.         | 3        | Elfyn Evans         | Daniel Barritt     | Ford Fiesta WRC       | M-Sport World Rally Team    | WRC         | 2h57'00"6 |          | 25       |
| 2.         | 5        | Thierry Neuville    | Nicolas Gilsoul    | Hyundai i20 Coupe WRC | Hyundai Motorsport          | WRC         | 2h57'37"9 | +37"3    | 23       |
| 3.         | 1        | Sébastien Ogier     | Julien Ingrassia   | Ford Fiesta WRC       | M-Sport World Rally Team    | WRC         | 2h57'45"8 | +45"2    | 17       |
| 4.         | 6        | Andreas Mikkelsen   | Anders Jæger       | Hyundai i20 Coupe WRC | Hyundai Motorsport          | WRC         | 2h57'50"4 | +49"8    | 13       |
| 5.         | 10       | Jari-Matti Latvala  | Miikka Anttila     | Toyota Yaris WRC      | Toyota Gazoo Racing WRT     | WRC         | 2h57'50"9 | +50"3    | 13       |
| 6.         | 2        | Ott Tänak           | Martin Järveoja    | Ford Fiesta WRC       | M-Sport World Rally Team    | WRC         | 2h58'02"9 | +1'02"3  | 8        |
| 7.         | 9        | Kris Meeke          | Paul Nagle         | Citroën C3 WRC        | Citroën Total Abu Dhabi WRT | WRC         | 2h58'21"1 | +1'20"5  | 10       |
| 8.         | 4        | Hayden Paddon       | Sebastian Marshall | Hyundai i20 Coupe WRC | Hyundai Motorsport          | WRC         | 2h59'16"9 | +2'16"3  | 4        |
| 9.         | 12       | Esapekka Lappi      | Janne Ferm         | Toyota Yaris WRC      | Toyota Gazoo Racing WRT     | WRC         | 2h59'47"1 | +2'46"5  | 2        |
| 10.        | 16       | Dani Sordo          | Marc Martí         | Hyundai i20 Coupe WRC | Hyundai Motorsport          | WRC         | 3h00'51"1 | +3'50"5  | 1        |
| WRC-Trophy |          |                     |                    |                       |                             |             |           |          |          |
| 1. (24.)   | 5        | Jourdan Serderidis  | Frédéric Miclotte  | Citroën DS3 WRC       | -                           | WRC-T       | 3h41'44"5 |          | 25       |
| WRC-2      |          |                     |                    |                       |                             |             |           |          |          |
| 1. (11.)   | 31       | Pontus Tidemand     | Jonas Andersson    | Škoda Fabia R5        | Škoda Motorsport            | RC2 / WRC-2 | 3h07'12"2 |          | 25       |
| 2. (12.)   | 32       | Eric Camilli        | Benjamin Veillas   | Ford Fiesta R5        | M-Sport World Rally Team    | RC2 / WRC-2 | 3h09'06"6 | +1'54"4  | 18       |
| 3. (13.)   | 41       | Tom Cave            | James Morgan       | Ford Fiesta R5        | Styllex Motorsport          | RC2 / WRC-2 | 3h09'15"5 | +2'03"3  | 15       |
| 4. (14.)   | 49       | David Bogie         | Kevin Rae          | Škoda Fabia R5        | Wojciech Chuchała           | RC2 / WRC-2 | 3h09'48"3 | +2'36"1  | 12       |
| 5. (16.)   | 46       | Juuso Nordgren      | Tapio Suominen     | Škoda Fabia R5        | Škoda Motorsport II         | RC2 / WRC-2 | 3h11'16"2 | +4'04"0  | 10       |
| 6. (17.)   | 38       | Fergus Greensmith   | Craig Parry        | Ford Fiesta R5        | -                           | RC2 / WRC-2 | 3h11'44"3 | +4'32"1  | 8        |
| 7. (18.)   | 50       | Matt Edwards        | Patrick Walsh      | Ford Fiesta R5        | -                           | RC2 / WRC-2 | 3h12'12"0 | +4'59"8  | 6        |
| 8. (20.)   | 37       | Pierre-Louis Loubet | Vincent Landais    | Ford Fiesta R5        | -                           | RC2 / WRC-2 | 3h12'45"8 | +5'33"6  | 4        |
| 9. (23.)   | 39       | Łukasz Pieniążek    | Przemysław Mazur   | Škoda Fabia R5        | Printsport                  | RC2 / WRC-2 | 3h16'12"2 | +9'00"0  | 2        |
| 10. (24.)  | 45       | Fabio Andolfi       | Simone Scattolin   | Hyundai i20 R5        | ACI Team Italia             | RC2 / WRC-2 | 3h17'09"3 | +9'57"1  | 1        |
| WRC-3      |          |                     |                    |                       |                             |             |           |          |          |
| 1. (45.)   | 61       | Raphaël Astier      | Frédéric Vauclare  | Peugeot 208 R2        | -                           | RC4 / WRC-3 | 3h45'26"7 |          | 25       |
| 2. (48.)   | 62       | Enrico Brazzoli     | Maurizio Barone    | Peugeot 208 R2        | -                           | RC4 / WRC-3 | 3h51'39"3 | +6'12"6  | 18       |

| Principali ritiri | Principali ritiri | Principali ritiri | Principali ritiri | Principali ritiri | Principali ritiri       | Principali ritiri | Principali ritiri | Principali ritiri |
| PS                | Nº                | Pilota            | Co-pilota         | Auto              | Squadra                 | Classe            | Causa             | Pos.              |
| ----------------- | ----------------- | ----------------- | ----------------- | ----------------- | ----------------------- | ----------------- | ----------------- | ----------------- |
| PS 14             | 11                | Juho Hänninen     | Kaj Lindström     | Toyota Yaris WRC  | Toyota Gazoo Racing WRT | WRC               | Incidente         | 10º               |

Legenda
| Icona | Classe                                                                               |
| ----- | ------------------------------------------------------------------------------------ |
| WRC   | Equipaggio di classe WRC che può conquistare punti per il campionato costruttori     |
| WRC   | Equipaggio di classe WRC che non può conquistare punti per il campionato costruttori |
| WRC-T | Equipaggio di classe WRC (ante 2017) registrato al campionato WRC Trophy             |
| WRC-2 | Equipaggio registrato al campionato WRC-2                                            |
| WRC-3 | Equipaggio registrato al campionato WRC-3                                            |
| JWRC  | Equipaggio registrato al campionato Junior WRC                                       |
|       | Ulteriori classificazioni                                                            |

### Prove speciali
| Frazione            | Prova | Ora   | Nome                   | Lunghezza | Vincitori                         | Tempo   | Leader del rally                 |
| ------------------- | ----- | ----- | ---------------------- | --------- | --------------------------------- | ------- | -------------------------------- |
| Frazione 1 (26 Ott) | PS1   | 19:00 | Visit Conwy Tir Prince | 1,49 km   | Sébastien Ogier Julien Ingrassia  | 1'09"7  | Sébastien Ogier Julien Ingrassia |
| Frazione 2 (27 Ott) | PS2   | 10:20 | Myherin 1              | 20,28 km  | Elfyn Evans Daniel Barritt        | 11'01"6 | Elfyn Evans Daniel Barritt       |
| Frazione 2 (27 Ott) | PS3   | 11:00 | Sweet Lamb 1           | 4,24 km   | Ott Tänak Martin Järveoja         | 2'44"4  | Elfyn Evans Daniel Barritt       |
| Frazione 2 (27 Ott) | PS4   | 11:15 | Hafren 1               | 35,14 km  | Elfyn Evans Daniel Barritt        | 20'25"3 | Elfyn Evans Daniel Barritt       |
| Frazione 2 (27 Ott) | PS5   | 14:31 | Myherin 2              | 20,28 km  | Elfyn Evans Daniel Barritt        | 10'52"3 | Elfyn Evans Daniel Barritt       |
| Frazione 2 (27 Ott) | PS6   | 15:11 | Sweet Lamb 2           | 4,24 km   | Sébastien Ogier Julien Ingrassia  | 2'41"6  | Elfyn Evans Daniel Barritt       |
| Frazione 2 (27 Ott) | PS7   | 15:26 | Hafren 2               | 35,14 km  | Thierry Neuville Nicolas Gilsoul  | 20'22"3 | Elfyn Evans Daniel Barritt       |
| Frazione 3 (28 Ott) | PS8   | 07:55 | Aberhirnant 1          | 13,91 km  | Elfyn Evans Daniel Barritt        | 7'30"2  | Elfyn Evans Daniel Barritt       |
| Frazione 3 (28 Ott) | PS9   | 08:47 | Dyfnant 1              | 17,91 km  | Elfyn Evans Daniel Barritt        | 10'15"5 | Elfyn Evans Daniel Barritt       |
| Frazione 3 (28 Ott) | PS10  | 09:59 | Gartheiniog 1          | 12,61 km  | Elfyn Evans Daniel Barritt        | 7'30"5  | Elfyn Evans Daniel Barritt       |
| Frazione 3 (28 Ott) | PS11  | 10:28 | Dyfi 1                 | 25,86 km  | Elfyn Evans Daniel Barritt        | 15'02"6 | Elfyn Evans Daniel Barritt       |
| Frazione 3 (28 Ott) | PS12  | 12:08 | Gartheiniog 2          | 12,61 km  | Elfyn Evans Daniel Barritt        | 7'35"1  | Elfyn Evans Daniel Barritt       |
| Frazione 3 (28 Ott) | PS13  | 12:37 | Dyfi 2                 | 25,86 km  | Thierry Neuville Nicolas Gilsoul  | 15'21"2 | Elfyn Evans Daniel Barritt       |
| Frazione 3 (28 Ott) | PS14  | 15:45 | Cholmondeley Castle    | 1"80 km   | Thierry Neuville Nicolas Gilsoul  | 1:07"5  | Elfyn Evans Daniel Barritt       |
| Frazione 3 (28 Ott) | PS15  | 18:52 | Aberhirnant 2          | 13,91 km  | Jari-Matti Latvala Miikka Anttila | 7'58"0  | Elfyn Evans Daniel Barritt       |
| Frazione 3 (28 Ott) | PS16  | 19:44 | Dyfnant 2              | 17,91 km  | Elfyn Evans Daniel Barritt        | 10'26"1 | Elfyn Evans Daniel Barritt       |
| Frazione 4 (29 Ott) | PS17  | 08:34 | Alwen 1                | 10,41 km  | Ott Tänak Martin Järveoja         | 5'32"2  | Elfyn Evans Daniel Barritt       |
| Frazione 4 (29 Ott) | PS18  | 09:08 | Brenig 1               | 6,43 km   | Andreas Mikkelsen Anders Jæger    | 4'04"0  | Elfyn Evans Daniel Barritt       |
| Frazione 4 (29 Ott) | PS19  | 10:07 | Gwydir                 | 7,49 km   | Thierry Neuville Nicolas Gilsoul  | 8'07"8  | Elfyn Evans Daniel Barritt       |
| Frazione 4 (29 Ott) | PS20  | 11:10 | Alwen 2                | 10,41 km  | Andreas Mikkelsen Anders Jæger    | 5'34"5  | Elfyn Evans Daniel Barritt       |
| Frazione 4 (29 Ott) | PS21  | 12:18 | Brenig 2 (power stage) | 6,43 km   | Thierry Neuville Nicolas Gilsoul  | 4'01"2  | Elfyn Evans Daniel Barritt       |

### Power stage
PS21: Brenig 2 di 6.43 km, disputatasi domenica 29 ottobre 2017 alle ore 12:18 (UTC+0).
| Pos. | No. | Pilota             | Copilota         | Auto                  | Classe | Tempo  | Distacco | Punti |
| ---- | --- | ------------------ | ---------------- | --------------------- | ------ | ------ | -------- | ----- |
| 1    | 5   | Thierry Neuville   | Nicolas Gilsoul  | Hyundai i20 Coupe WRC | WRC    | 4'01"2 |          | 5     |
| 2    | 9   | Kris Meeke         | Paul Nagle       | Citroën C3 WRC        | WRC    | 4'02"7 | +1"5     | 4     |
| 3    | 10  | Jari-Matti Latvala | Miikka Anttila   | Toyota Yaris WRC      | WRC    | 4'02"8 | +1"6     | 3     |
| 4    | 1   | Sébastien Ogier    | Julien Ingrassia | Ford Fiesta WRC       | WRC    | 4'03"1 | +1"9     | 2     |
| 5    | 6   | Andreas Mikkelsen  | Anders Jæger     | Hyundai i20 Coupe WRC | WRC    | 4'03"2 | +2"0     | 1     |

## Classifiche mondiali
Classifica piloti
| Pos. | Pos. | Pilota              | Punti |
| ---- | ---- | ------------------- | ----- |
| 1    |      | Sébastien Ogier     | 215   |
| 2    | 1    | Thierry Neuville    | 183   |
| 3    | 1    | Ott Tänak           | 169   |
| 4    |      | Jari-Matti Latvala  | 136   |
| 5    | 1    | Elfyn Evans         | 118   |
| 6    | 1    | Dani Sordo          | 95    |
| 7    |      | Juho Hänninen       | 71    |
| 8    | 1    | Kris Meeke          | 70    |
| 9    | 1    | Craig Breen         | 64    |
| 10   |      | Hayden Paddon       | 59    |
| 11   | 1    | Andreas Mikkelsen   | 52    |
| 12   | 1    | Esapekka Lappi      | 51    |
| 13   |      | Stéphane Lefebvre   | 30    |
| 14   |      | Teemu Suninen       | 29    |
| 15   |      | Mads Østberg        | 29    |
| 16   |      | Jan Kopecký         | 7     |
| 17   |      | Pontus Tidemand     | 4     |
| 18   |      | Eric Camilli        | 3     |
| 19   |      | Stéphane Sarrazin   | 2     |
| 19   |      | Armin Kremer        | 2     |
| 21   |      | Ole Christian Veiby | 1     |
| 22   |      | Yohan Rossel        | 1     |
| 23   |      | Bryan Bouffier      | 1     |

Classifica copiloti
| Pos. | Pos. | Co-pilota              | Punti |
| ---- | ---- | ---------------------- | ----- |
| 1    |      | Julien Ingrassia       | 215   |
| 2    | 1    | Nicolas Gilsoul        | 183   |
| 3    | 1    | Martin Järveoja        | 169   |
| 4    |      | Miikka Anttila         | 136   |
| 5    | 1    | Daniel Barritt         | 118   |
| 6    | 1    | Marc Martí             | 95    |
| 7    |      | Kaj Lindström          | 71    |
| 8    | 1    | Paul Nagle             | 70    |
| 9    | 1    | Scott Martin           | 64    |
| 10   | 1    | Anders Jæger           | 52    |
| 11   | 1    | Janne Ferm             | 51    |
| 12   |      | John Kennard           | 33    |
| 13   |      | Gabin Moreau           | 30    |
| 14   |      | Mikko Markkula         | 29    |
| 15   |      | Sebastian Marshall     | 26    |
| 16   |      | Ola Fløene             | 18    |
| 17   |      | Torstein Eriksen       | 11    |
| 18   |      | Pavel Dresler          | 7     |
| 19   |      | Jonas Andersson        | 4     |
| 20   |      | Benjamin Veillas       | 3     |
| 21   |      | Jacques Julien Renucci | 2     |
| 21   |      | Pirmin Winklhofer      | 2     |
| 23   |      | Stig Rune Skjærmoen    | 1     |
| 24   |      | Benoît Fulcrand        | 1     |
| 25   |      | Denis Giraudet         | 1     |

Classifica costruttori WRC
| Pos. | Pos. | Squadra                     | Punti |
| ---- | ---- | --------------------------- | ----- |
| 1    |      | M-Sport World Rally Team    | 398   |
| 2    |      | Hyundai Motorsport          | 305   |
| 3    |      | Toyota Gazoo Racing WRC     | 241   |
| 4    |      | Citroën Total Abu Dhabi WRT | 210   |